# Roman Napierała
Roman Napierała (ur. 1 czerwca 1951 w Szczepankowie) – polski polityk, rolnik i społecznik w latach 2006–2014 oraz 2018–2024 burmistrz miasta i gminy Ostroróg.

## Życiorys
Z wykształcenia agronom. W roku 1974 ukończył studia na Akademii Rolniczej im. Augusta Cieszkowskiego w Poznaniu. Po studiach zajął się prowadzeniem rodzinnego gospodarstwa rolnego.
Był wieloletnim prezesem Wielkopolskiego Związku Hodowców Trzody Chlewnej w latach 1991–2006. Pełnił funkcję przewodniczącego Komisji Hodowlanej w Zarządzie Głównym Polskiego Związku Hodowców Trzody Chlewnej. Był przez dwie kadencje radnym powiatu szamotulskiego. W latach 90. był zastępcą burmistrza, w latach 2006–2014 i 2018–2024, przez łącznie 3 kadencje, burmistrzem miasta i gminy Ostroróg. Za wysokie wyniki w produkcji rolnej został wyróżniony tytułem „Wielkopolskiego Rolnika Roku 2001”. W roku 2016 został odznaczony złotym medalem „Zasłużony dla WZHTCh w Poznaniu”. 

## Życie prywatne
Ojciec dwóch synów: Jakuba – hodowcy trzody chlewnej, uczestnika programu "Rolnik szuka żony", i Bartosza.